# Medinaceli
Medinaceli je obec a okres ve španělské provincii Soria v autonomním společenství Kastilie a León. V obci žije 671 obyvatel. Leží v časovém pásmu UTC+01:00. Rozloha obce činí 205,37 km² a hustota zalidnění je tak 3,5 obyvatel/km². Leží v nadmořské výšce 1 092 m n. m. nad údolím řeky Jalón. Město je typické pro konání festivalu s býky.